# Parc national de Makalu Barun
Le parc national de Makalu Barun est le huitième parc national du Népal, situé dans la région de développement Est. Le parc a été inauguré en 1992 comme une extension du parc national de Sagarmatha. Couvrant 1 500 km2 répartis sur les districts de Sankhuwasabha et Solukhumbu, il est l'unique parc à protéger des espaces situés à plus de 8 000 m d'altitude. La zone tampon couvre 830 km2.
Parmi les sommets du parc, on compte le Makalu (8 463 m), le Chamlang (7 319 m), le Baruntse (7 162 m) et le pic Mera (6 476 m). À 344 m d'altitude, le parc protège la vallée de l'Arun. La frontière nord est partagée avec la réserve naturelle du Qomolangma située dans la région autonome du Tibet.
Le parc fait partie du Sacred Himalayan Landscape, un projet de conservation mis en place par le Fonds mondial pour la nature.

## Histoire
Au début et milieu des années 1980, des équipes de The Mountain Institute étudient la vallée de Barun. Ces études encouragent la création d'une aire de protection, formulée en 1985. En 1988, le Makalu-Barun Conservation Area Projet (MBNPCA, projet d'aire de conservation de Makalu-Barun) débute, mené conjointement par le Department of National Parks and Wildlife et TMI.
La création est officialisée en 1991. À l'époque, environ 32 000 personnes résident dans les 12 comité de développement villageois que compte le parc. La plupart sont des fermiers sherpas, rai, gurungs, tamangs, magars, newars, bahuns ou chhetris. Une politique est menée afin de désigner des zones d'exploitation durable et d'encourager la filière de l'écotourisme. La chasse et le piégeage sont interdites au sein du parc, mis à part dans le cas extrême de risque de morts humaines. Des dédommagements sont versés aux fermiers dont les cultures et les troupeaux sont mis à mal par la faune locale.
Une zone tampon de 830 km2 est instaurée en 1999. Les vallées inaccessibles du Barun et de l'Arun ont été désignées réserve naturelle intégrale, une première au Népal, afin de protéger les écosystèmes des deux rivières.

## Climat
Le parc est situé dans la zone climatique Est de l'Himalaya. La mousson débute en juin et se termine à la fin septembre. Pendant cette période, 70 % des précipitations annuelles (4 000 mm) s'abattent sur le parc. Les premiers nuages de la mousson arrivent en avril. À travers le parc, les températures varient énormément dû aux différences d'altitudes extrêmes. Les zones basses sont tempérées en hiver et chaudes d'avril à mai. Les zones tropicales et subtropicales ne connaissent pas le gel, avec une température moyenne de 18 °C.

## Flore
Plusieurs types de forêts sont regroupés au sein du parc, tous caractéristiques de l'Est de l'Himalaya, allant de la forêt tropicale de diptérocarpacées à 400 m d'altitude aux forêts de conifères subalpines de l'Himalaya oriental à 4 000 m d'altitude. L'aspect des forêts varie selon la période de l'année. Les forêts sous les 2 000 m sont affectées par les activités agricoles humaines, alors qu'au-delà, les forêts sont denses puisque que le climat frais et humide empêche toute activité agricole. Les forêts couvent cinq zones bioclimatiques :
- Tropicale, sous les 1 000 m, peuplée de sal ;
- Subtropicale, de 1 000 m à 2 000 m, peuplée de Schima et de Castanopsis ;
- Tempérée inférieure et supérieure, de 2 000 m à 3 000 m, peuplée de chênes, Lauraceae, érables et magnolia ;
- Subalpine, de 3 000 m à 4 000 m, peuplée de bouleaux de l'Himalaya, sapins de l'Himalaya oriental et genévriers ;

Dans les pâturages au delà de 4 000 m, 
On alpine pastures at altitudes above 4,000 m (13,000 ft) the religiously important dwarf rhododendron and juniper, aromatic herbs and delicate wildflowers prosper. The region above 5,000 m (16,000 ft) comprises mainly rock and ice with little vegetation.[3]
3 128 espèces de plantes, dont 25 variétés de rhododendron parmi les 30 que compte le Népal ont été recensées. On compte aussi 48 espèces de primulacées, 47 espèces d'orchidées, 19 espèces de bambous et 15 espèces de chênes.

## Faune
La faune est très diverse à travers le parc. On dénombre 315 espèces de papillons, 43 espèces de reptiles et 16 espèces d'amphibiens. 78 espèces de poissons peuplent les nombreux lacs, rivières et étangs du parc. 440 espèces d'oiseaux nichent dans le parc, dont des aigles et autres rapaces, la cigogne épiscopale et des nectariniidae. Il y a 16 espèces rares d'oiseaux dans le parc, dont la perruche à collier, le martin-pêcheur de Blyth, le martin-pêcheur méninting, la brève à nuque bleue, le gobemouche bleuâtre, la mésange sultane, le léiothrix à joues argent, le cratérope du Népal et la yuhina à nuque blanche.
Parmi les 88 espèces de mammifères, on compte la panthère des neiges, le léopard indien, la panthère nébuleuse, le chaus, le chat-léopard, le chacal doré, le loup de l'Himalaya, le renard roux, le panda roux, l'ours noir d'Asie, le macaque d'Assam, le jharal, le goral de l'Himalaya, le Muntjac, le porte-musc, le saro de l'Himalaya, le linsang tacheté, la belette de montagne, des sangliers, des loutres et des marmottes. En mai 2009, des zoologistes ont pris le premier cliché d'un chat de Temminck à l'aide d'un piège photographique situé à 2 517 m d'altitude.